# العلاقات الجيبوتية الصربية
العلاقات الجيبوتية الصربية هي العلاقات الثنائية التي تجمع بين جيبوتي وصربيا.

## مقارنة بين البلدين
هذه مقارنة عامة ومرجعية للدولتين:
| وجه المقارنة                                              | جيبوتي                    | صربيا                                                      |
| --------------------------------------------------------- | ------------------------- | ---------------------------------------------------------- |
| المساحة (كم2)                                             | 23.20 ألف                 | 88.36 ألف                                                  |
| عدد السكان (نسمة)                                         | 956.99 ألف                | 7.02 مليون                                                 |
| الكثافة السكانية (ن./كم²)                                 | 41.25                     | 79.45                                                      |
| العاصمة                                                   | جيبوتي                    | بلغراد                                                     |
| اللغة الرسمية                                             | لغة فرنسية، اللغة العربية | اللغة الصربية                                              |
| العملة                                                    | فرنك جيبوتي               | دينار صربي                                                 |
| الناتج المحلي الإجمالي (بليون دولار)                      | 1.84 مليار                | 41.43 مليار                                                |
| الناتج المحلي الإجمالي (تعادل القوة الشرائية) بليون دولار | 3.10 مليار                | 100.13 مليار                                               |
| الناتج المحلي الإجمالي الاسمي للفرد دولار أمريكي          | 1.95 ألف                  | 5.24 ألف                                                   |
| الناتج المحلي الإجمالي للفرد دولار أمريكي                 | 3.27 ألف                  | 13.59 ألف                                                  |
| مؤشر التنمية البشرية                                      | 0.470                     | 0.771                                                      |
| رمز المكالمات الدولي                                      | +253                      | +381                                                       |
| رمز الإنترنت                                              | .dj                       | .rs، .срб ‏                                                 |
| المنطقة الزمنية                                           | ت ع م+03:00               | توقيت وسط أوروبا، ت ع م+01:00، ت ع م+02:00، أوروبا/بلغراد ‏ |

## منظمات دولية مشتركة
يشترك البلدان في عضوية مجموعة من المنظمات الدولية، منها:
| علم المنظمة | اسم المنظمة                        | تاريخ انضمام جيبوتي | تاريخ انضمام صربيا |
| ----------- | ---------------------------------- | ------------------- | ------------------ |
|             | مؤسسة التنمية الدولية              | 1 أكتوبر 1980       | 25 فبراير 1993     |
|             | يونسكو                             | 31 أغسطس 1989       | 20 ديسمبر 2000     |
|             | وكالة ضمان الاستثمار متعدد الأطراف | 12 يناير 2007       | 19 مارس 1993       |
|             | الأمم المتحدة                      | 20 سبتمبر 1977      | 1 نوفمبر 2000      |
|             | الاتحاد البريدي العالمي            | ?                   | ?                  |
|             | البنك الدولي للإنشاء والتعمير      | 1 أكتوبر 1980       | 25 فبراير 1993     |
|             | الاتحاد الدولي للاتصالات           | 22 نوفمبر 1977      | 1 يونيو 2001       |
|             | منظمة حظر الأسلحة الكيميائية       | ?                   | ?                  |
|             | مؤسسة التمويل الدولية              | 1 أكتوبر 1980       | 25 فبراير 1993     |
|             | منظمة الشرطة الجنائية الدولية      | ?                   | ?                  |

## وصلات خارجية
- موقع وزارة الخارجية الصربية